# Mingus (Texas)
Pour les articles homonymes, voir Mingus.
La ville américaine de Mingus est située dans le comté de Palo Pinto, dans l’État du Texas. Elle comptait 235 habitants lors du recensement de 2010.

## Source
- (en) Cet article est partiellement ou en totalité issu de l’article de Wikipédia en anglais intitulé « Mingus, Texas » (voir la liste des auteurs).